# Chitta Ranjan Das

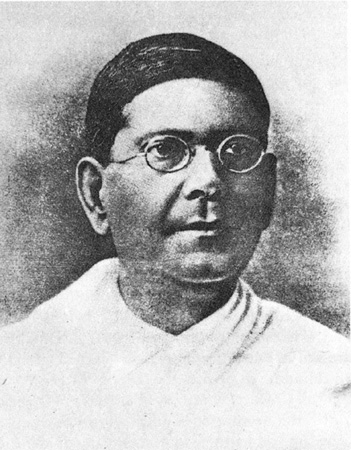
Chittaranjan Das

Chitta Ranjan Das, född 5 november 1870, död 16 juni 1925, var en bengalisk nationalistledare och advokat.
Das uppgav 1919 non-cooperator som sitt yrke, var 1921 ordförande i nationalkongressen i Ahmedabad, satt sex månader i fängelse på grund av ett uppror för bildandet av frivilliga och ledde 1922 nationalkongressen i Gaya. Han tog senare avstånd från non-cooperationsrörelsen, förenade sina anhängare till Svarajyapartiet, vilka i motsats till Gandhis deltar i parlamenten för att där bedriva obstruktion. Från 1924 blev Das borgmästare i Calcutta, och bedrev som sådan skenbart till slut en den ömsesidiga överenskommelsens politik. Das var mindre utmanande i sitt framträdande, men var ändå den verklige ledaren för Indiens nationaliströrelse under sin livstid. Das dröm var ett självständigt Indien baserat på fristående statsenheter med endast svagt sammanhållande band.